# Cinta transportadora

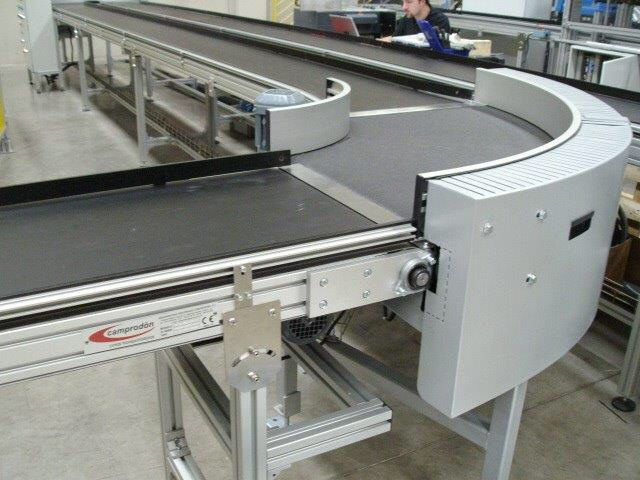
Cintas transportadoras ligeras de proceso

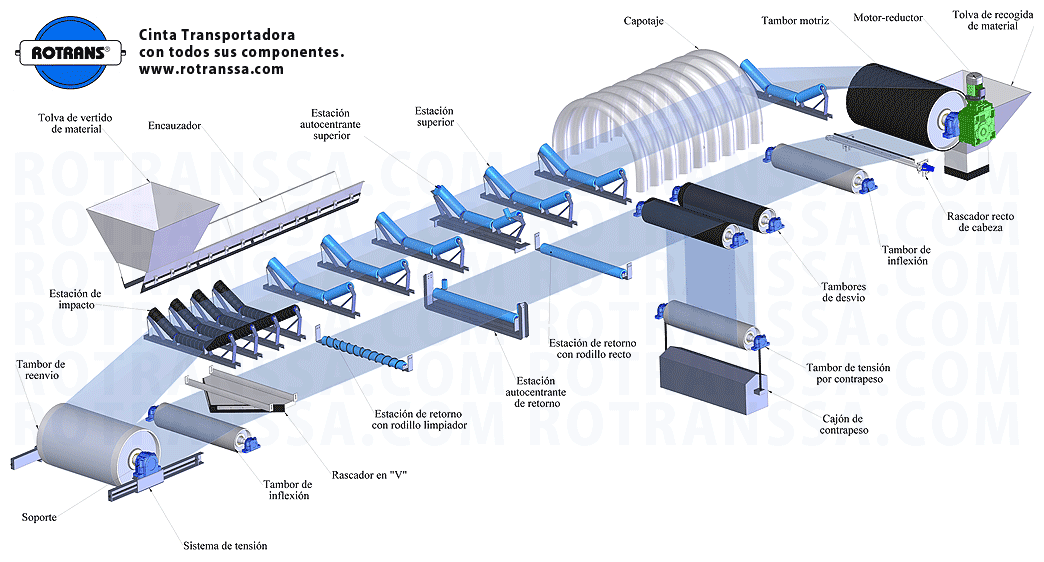
Cinta transportadora, con todos sus elementos.

Una cinta transportadora, banda transportadora, transportador de banda o cintas francas  es un sistema de transporte continuo formado por una banda continua que se mueve entre dos tambores.
Por lo general, la banda es arrastrada por la fricción de sus tambores, que a la vez este es  accionado por su motor. Esta fricción es la resultante de la aplicación de una tensión a la banda transportadora, habitualmente mediante un mecanismo tensor por husillo o tornillo tensor. 
El otro tambor suele girar libre, sin ningún tipo de accionamiento, y su función es servir de retorno a la banda. La banda es soportada por rodillos entre los dos tambores. Denominados rodillos de soporte.
Debido al movimiento de la banda el material depositado sobre la banda es transportado hacia el tambor de accionamiento donde la banda gira y da la vuelta en sentido contrario. En esta zona el material depositado sobre la banda es vertido fuera de la misma debido a la acción de la gravedad y/o de la inercia.
Las cintas transportadoras se usan principalmente para transportar materiales granulados, agrícolas e industriales, tales como cereales, carbón, minerales, etcétera, aunque también se pueden usar para transportar personas en recintos cerrados (por ejemplo, en grandes hospitales y ciudades sanitarias). 
A menudo para cargar o descargar buques cargueros o camiones. Para transportar material por terreno inclinado se usan unas secciones llamadas cintas elevadoras. Existe una amplia variedad de cintas transportadoras, que difieren en su modo de funcionamiento, medio y dirección de transporte, incluyendo transportadores de tornillo, los sistemas de suelo móvil, que usan planchas oscilantes para mover la carga, y transportadores de rodillos, que usan una serie de rodillos móviles para transportar cajas o palés.
Las cintas transportadoras ligeras, se usan como componentes en las cadenas de montaje, como extracción en procesos de fabricación, como enlacé y fundamentalmente como ayuda en el transporte de cargas. Asimismo son utilizadas en distribución y almacenaje automatizados.
Combinados con equipos informatizados de manejo de palés (normalmente transportados por caminos de rodillos), permiten una distribución minorista, mayorista y manufacturera más eficiente, permitiendo ahorrar mano de obra y transportar rápidamente grandes volúmenes en los procesos, lo que ahorra costes a las empresas que envía o reciben grandes cantidades, reduciendo además el espacio de almacenaje necesario.
Esta misma tecnología se usa en dispositivos de transporte de personas tales como cintas y escaleras mecánica y en muchas cadenas de montaje industriales. Las tiendas suelen contar con cintas transportadoras en las cajas para desplazar los artículos comprados. Las estaciones de esquí también usan cintas transportadoras para remontar a los esquiadores.
La cinta transportadora más larga del mundo está en el Sáhara Occidental, tiene 100 km de longitud y va desde las minas de fosfatos de Bu Craa hasta la costa sur de El Aaiún. La cinta transportadora simple más larga tiene 17 km y se usa para transportar caliza y pizarra desde Meghalaya (India) hasta Sylhet (Bangladés). 
Algunos de los principales proveedores mundiales de servicios de banda transportadora son Terra Nova Technologies, ThyssenKrupp, HESE Maschinenfabrik GmbH y Tenova Takraf

## Descripción general

Punto de contacto entre una correa de transmisión de potencia y su polea. Una cinta transportadora utiliza una cinta ancha y poleas y está sostenida por rodillos o una bandeja plana a lo largo de su recorrido.

Los transportadores son componentes duraderos y fiables que se utilizan en distribución y almacenamiento automatizados, así como en instalaciones de fabricación y producción. En combinación con el equipo de manejo de palets controlado por ordenador, esto permite una venta minorista, venta mayorista, fabricación y distribución más eficientes. Se considera un sistema de ahorro de mano de obra que permite que grandes volúmenes se muevan rápidamente a través de un proceso, lo que permite a las empresas enviar o recibir mayores volúmenes con un espacio de almacenamiento más pequeño y con menor gasto de mano de obra.
Las cintas transportadoras son los transportadores motorizados más utilizados porque son los más versátiles y los menos costosos. Los productos se transportan directamente en la cinta, por lo que tanto los objetos de forma regular como irregular, grandes o pequeños, ligeros y pesados, pueden transportarse con éxito. Las cintas transportadoras también se fabrican con secciones curvas que utilizan rodillos cónicos y cintas curvas para transportar productos en una esquina. Estos sistemas transportadores se utilizan comúnmente en las oficinas de clasificación postal y en los sistemas de manejo de equipaje de los aeropuertos.
Las cintas transportadoras son generalmente bastante similares en construcción y consisten en un marco de metal con rodillos en cada extremo de una cama de metal plana. Las cintas transportadoras de goma se utilizan comúnmente para transportar artículos con superficies inferiores irregulares, artículos pequeños que caerían entre los rodillos (por ejemplo, una barra transportadora de sushi) o bolsas de producto que se combarían entre los rodillos. La correa se enrolla alrededor de cada uno de los rodillos y cuando uno de los rodillos está accionado (por un motor eléctrico) la correa se desliza a través de la cama de estructura de metal sólido, moviendo el producto. En aplicaciones de uso intensivo, las camas en las que se tira de la banda se reemplazan con rodillos. Los rodillos permiten transportar peso ya que reducen la cantidad de fricción generada por la carga más pesada en la banda. La excepción a la construcción del transportador de banda estándar es el transportador de banda sándwich. El transportador de banda sándwich utiliza dos cintas transportadoras, en lugar de una. Estas dos cintas transportadoras convencionales se colocan cara a cara, para contener firmemente los artículos que se transportan en una bodega tipo "sándwich".
Las cintas transportadoras se pueden utilizar para transportar productos en línea recta o mediante cambios de elevación o dirección. Para el transporte de materiales a granel como granos, minerales, carbón, arena, etc., sobre pendientes suaves o curvaturas suaves, se utiliza una cinta transportadora de artesa. El canal de la correa asegura que el material fluido quede contenido dentro de los bordes de la correa. El canal se logra manteniendo los rodillos en un ángulo con la horizontal a los lados del marco loco. Un transportador de tuberías se utiliza para trayectos de material que requieren curvas más pronunciadas e inclinaciones de hasta 35 grados.  Un transportador de tubería presenta los bordes de la correa enrollados para formar una sección circular como una tubería. Al igual que un transportador de banda acanalada, un transportador de tubería también utiliza rodillos. Sin embargo, en este caso, el marco de la rueda rodea completamente la cinta transportadora ayudándola a retener la sección de tubería mientras la empuja hacia adelante. En el caso de trayectos que requieran ángulos elevados y curvaturas en forma de serpiente, se utiliza una correa tipo sándwich. El diseño de la banda tipo sándwich permite que los materiales transportados viajen a lo largo de un camino de grandes pendientes con ángulos de hasta 90 grados, permitiendo un camino vertical en lugar de uno horizontal. Esta opción de transporte también está propulsada por rodillos.
Otros componentes importantes del sistema de transporte por correa, además de las poleas y los rodillos, incluyen la disposición de transmisión de las cajas de engranajes reductores, los motores de transmisión y los acoplamientos asociados. Raspadores para limpiar la banda, Tolvas para controlar la dirección de descarga, Faldones para contener la descarga en la banda receptora, ensamblaje para "tensar" la banda, interruptores de seguridad para seguridad del personal y estructuras tecnológicas como largueros, poste corto, marcos impulsores y los marcos de poleas constituyen los elementos de equilibrio para completar el sistema de transporte por correa. En determinadas aplicaciones, las cintas transportadoras también se pueden utilizar para acumulación estática o cajas de cartón.

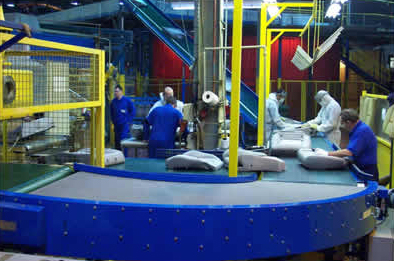
Sistema de transporte de cinta en un depósito de embalaje
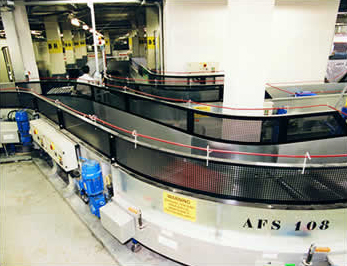
Cinta transportadora de equipaje como sistema de transporte
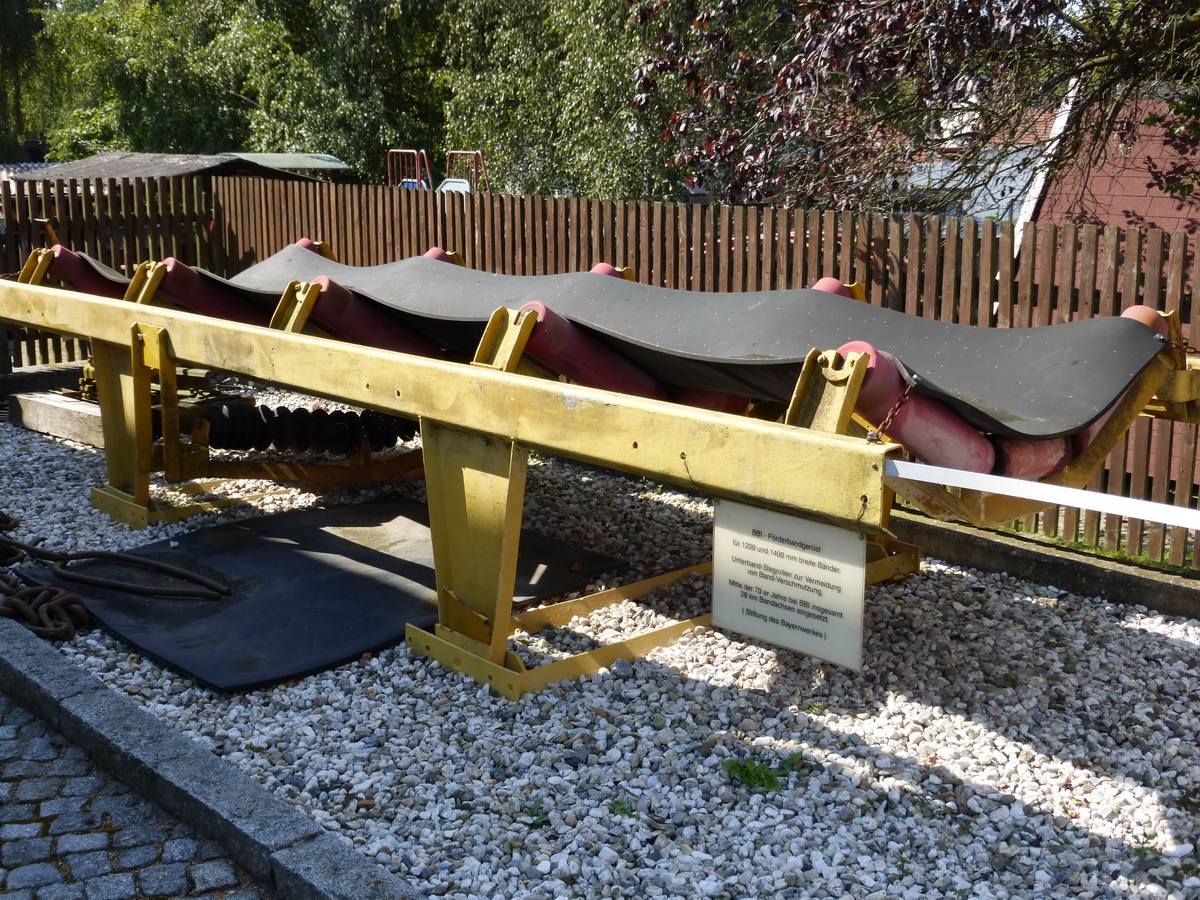
Cinta transportadora de una mina de lignito a cielo abierto en Baviera

## Estructura
El cinturón consta de una o más capas de material. Es común que las correas tengan tres capas: una cubierta superior, una carcasa y una cubierta inferior. El propósito de la carcasa es proporcionar fuerza lineal y forma. La carcasa suele ser una tela tejida o metálica que tiene una urdimbre y trama. La urdimbre se refiere a cuerdas longitudinales cuyas características de resistencia y elasticidad definen las propiedades de rodadura de la banda. La trama representa todo el conjunto de cables transversales que confieren al cinturón una resistencia específica contra cortes, desgarros e impactos y al mismo tiempo una gran flexibilidad. Los materiales de carcasa más comunes son acero, poliéster, nailon, algodón y aramida (clase de fibras sintéticas fuertes y resistentes al calor, con Twaron o Kevlar como nombres comerciales). Las cubiertas suelen ser varios compuestos de caucho o plástico especificados por el uso de la correa.
Las cintas transportadoras de acero se utilizan cuando se requiere una clase de alta resistencia. Por ejemplo, la cinta transportadora instalada con la clase de resistencia más alta está hecha de cables de acero. Esta cinta transportadora tiene una clase de resistencia de 10,000 N/mm y opera en la mina de Chuquicamata, en Chile. El poliéster, el nailon y el algodón son populares entre las clases de baja resistencia. La aramida se utiliza en el rango de 630 a 3500 N/mm. Las ventajas de usar aramida son el ahorro de energía, una mayor vida útil y una mayor productividad. Como ejemplo, se informó que un cinturón subterráneo de 2250 newton por milímetro y 3400 metros de largo instalado en la mina de carbón Baodian, parte de la Yanzhou Coal Mining Company, China, proporciona ahorros de energía de más del 15%. Mientras que Grupo Shenhua, ha instalado varias cintas transportadoras de aramida, incluida una cinta de 4400 newton por milímetro con una longitud de 11 600 m.

## Aplicación

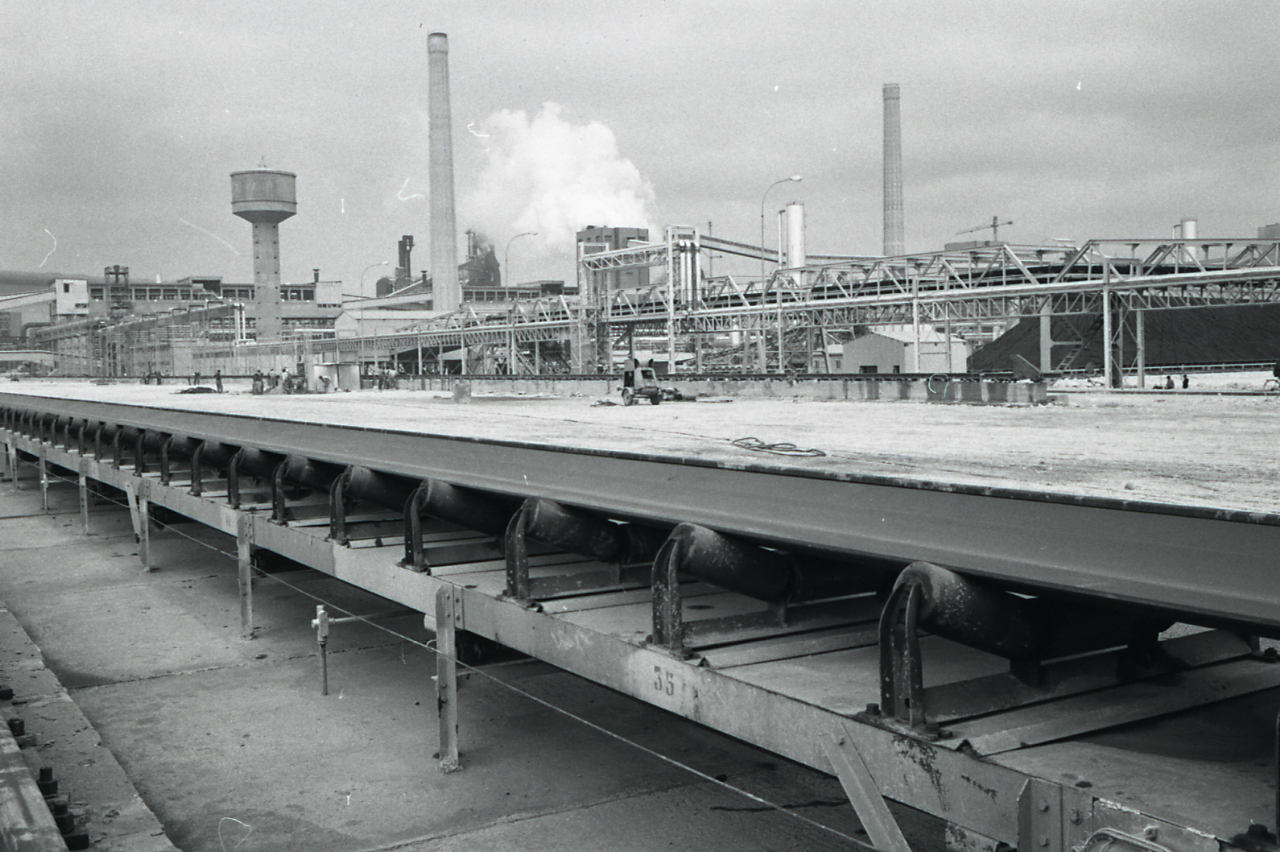
Cinta transportadora en el puerto de Tarento (Italia), en 1964.

Los transportadores se utilizan como componentes en la distribución automatizada y almacenamiento. En combinación con manejo equipos computarizados para tarimas permiten que se realice eficientemente el almacenamiento, manufactura y distribución de materiales en la industria.
Además, se considera que minimiza el trabajo y que permite el movimiento de grandes volúmenes rápidamente; permitiendo a las empresas embarcar o recibir volúmenes más altos con espacios de almacenamiento menores y con un menor gasto. El uso de cintas transportadoras está indicado especialmente en el procesamiento de productos industriales, agroindustriales, agrícolas, mineros, automotrices, navales o farmacéuticos; en general, cualquier tipo de material que se traslade a granel.
Las cintas transportadoras pueden trabajar con movimiento vertical, horizontal o inclinado, dependiendo de los materiales que se quieran transportar.

## Sistemas de transportadores de banda
Los transportadores de banda son comúnmente utilizados para transportar objetos que tienen una superficie de fondo irregular, pequeños objetos que puedan caerse de entre rodillos o bolsas con producto que pueda atorarse entre los rodillos. 
Los transportadores de banda son construidos generalmente de la misma forma: con un bastidor metálico, con rodillos en los extremos y una cuna de deslizamiento sobre chapa o plástico de baja fricción.
En aplicaciones donde el producto es demasiado pesado, la cama metálica es sustituida por rodillos. Los rodillos permiten que los objetos sean transportados reduciendo la fricción generada sobre la banda. Los transportadores de banda pueden ser fabricados con secciones curvas. Estos sistemas de transportadores de banda son comúnmente utilizados en oficinas postales o en los aeropuertos para manejo del equipaje de pasajeros.

## Ventajas
Las ventajas que tiene la cinta transportadora son:
- Permite el transporte de materiales a gran distancia
- Se adapta al terreno
- Tiene una gran capacidad de transporte
- Permite transportar una gran variedad de materiales
- Es posible la carga y la descarga en cualquier punto del trazado
- Se puede desplazar
- No altera el producto transportado
- Aumenta la cantidad de producción
- Ausencia de articulaciones de rápido desgaste

## Historia
Las primeras cintas transportadoras que se conocieron fueron empleadas para el transporte de carbón y materiales de la industria minera. El transporte de material mediante cintas transportadoras data de aproximadamente el año 1795. La mayoría de estas tempranas instalaciones se realizaban sobre terrenos relativamente planos, así como en cortas distancias.
El primer sistema de cinta transportadora era muy primitivo y consistía en una cinta de cuero, lona, o cinta de goma que se deslizaba por una tabla de madera plana o cóncava. Este tipo de sistema no fue calificado como exitoso, pero proporcionó un incentivo a los ingenieros para considerar los transportadores como un rápido, económico y seguro método para mover grandes volúmenes de material de un lugar a otro.
Durante los años 20, las instalaciones de la compañía Frick & Co, fundada por el empresario H. C. Frick junto con algunos socios, demostraron que los transportadores de cinta podían trabajar sin ningún problema en largas distancias. Estas instalaciones se realizaron bajo tierra, desde una mina recorriendo casi 8 kilómetros. La cinta transportadora consistía de múltiples pliegues de algodón de pato recubierta de goma natural, que eran los únicos materiales utilizados en esos tiempos para su fabricación. En 1901, Sandvik inventó y comenzó la producción de cintas transportadoras de acero. En 1913, Henry Ford introdujo la cadena de montaje basada en cintas transportadoras en las fábricas de producción de la Ford Motor Company. 
Durante la Segunda Guerra Mundial, los componentes naturales de los transportadores se volvieron muy escasos, permitiendo que la industria de goma se volcara en crear materiales sintéticos que reemplazaran a los naturales. Desde entonces se han desarrollado muchos materiales para aplicaciones muy concretas dentro de la industria, como las bandas con aditivos antimicrobianos para la industria de la alimentación o las bandas con características resistentes para altas temperaturas. 
La cinta transportadora más larga del mundo se encuentra en el territorio ocupado del Sahara Occidental con una longitud de 98'6km, y transporta los fosfatos extraídos por la empresa estatal marroquí Phosboucraa desde la mina de Bucraa hasta el puerto de Alaiún.
Componentes: 
•	Bandas Flexibles. 
•	Rodillos.
•	Plataforma de apoyo.
•	Poleas.
•	Tensores.
•	Estructura soporte.
•	Tolvín de descarga. 
•	Rodillos de impacto.
•	Rodillos alineadores.
•	Limpiadores.

'Características 
Teniendo claro que las bandas transportadoras son dispositivos para el movimiento horizontal de objetos sólidos en la construcción de vías, junto con el uso de apoyos estructurales estos elementos también pueden ser utilizados para el transporte de material a granel con variaciones inclinadas dependiendo el lugar. Entre otras de sus características más destacadas se encuentran:
•	Gran velocidad.
•	Capacidad de recorrer diferentes distancias (10 km).
•	Resistencia.
•	Usabilidad.
•	Fácil limpieza.
•	Diseñadas para usos específicos.